# ۴۳ تینگز
۴۳ ثینگس (انگلیسی: 43 Things) شرکت نرم‌افزار آمریکایی است، که در سال ۲۰۰۵ تأسیس شد.